# SPANXN1
SPANXN1 (англ. SPANX family member N1) – білок, який кодується однойменним геном, розташованим у людей на X-хромосомі. Довжина поліпептидного ланцюга білка становить 72 амінокислот, а молекулярна маса — 8 263.
| 10         |  | 20         |  | 30         |  | 40         |  | 50         |
| ---------- |  | ---------- |  | ---------- |  | ---------- |  | ---------- |
| MEQPTSSING |  | EKRKSPCESN |  | NENDEMQETP |  | NRDLAPEPSL |  | KKMKTSEYST |
| VLAFCYRKAK |  | KIHSNQLEND |  | QS         |  |            |  |            |

A: Аланін

C: Цистеїн

D: Аспарагінова кислота

E: Глутамінова кислота

F: Фенілаланін

G: Гліцин

H: Гістидин

I: Ізолейцин

K: Лізин

L: Лейцин

M: Метіонін

N: Аспарагін

P: Пролін

Q: Глутамін

R: Аргінін

S: Серин

T: Треонін

V: Валін